# Adulár

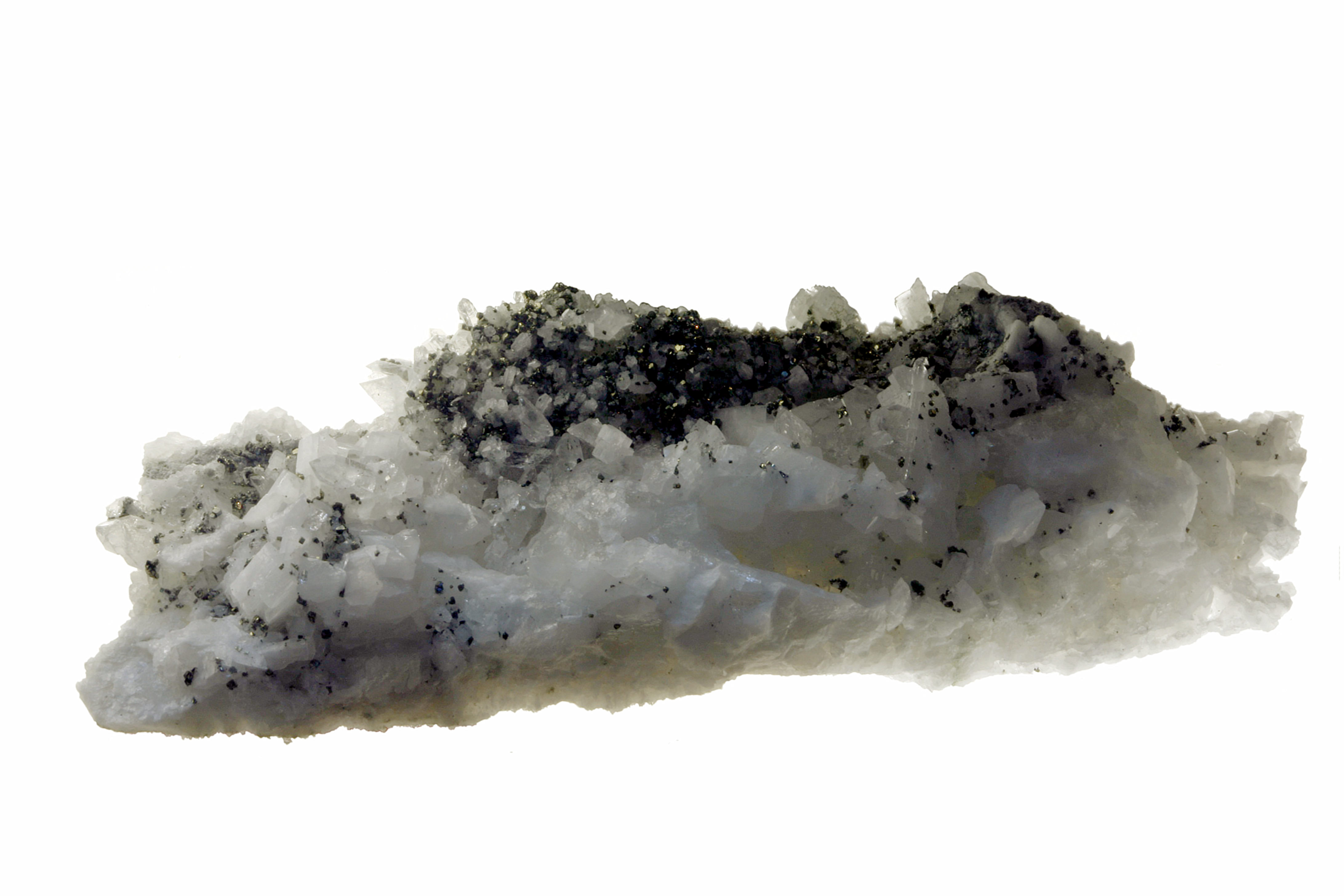
Bílé krystaly aduláru s pyritem (z výstavky v novém Gotthardském tunelu)

Diagram složení jednotlivých odrůd živců - oblast "Mischungslücke" představuje tzv. zakázanou oblast, tedy takové kombinace koncentrací jednotlivých kationtů, které jsou za běžných podmínek nestabilní.

Adulár je lesklý minerál ze skupiny živců, odrůda K-živce – ortoklasu – s příměsí albitu. Chemický vzorec je (K,Na)AlSi3O8.
Název zavedl v roce 1780 Ermenegildo Pini podle lokality z alpského pohoří Adulagebirge (součást Gotthardského masivu) ve Švýcarsku.
Krystalizuje v triklinické soustavě tvaru pseudo-rombických čtyřbokých sloupců. Krystaly jsou bělavé až průhledné. Ze strukturního hlediska představuje nízkoteplotní varietu ortoklasu, která je také blízká částečně neuspořádanému mikroklinu.
Významná naleziště tohoto minerálu jsou v Indii, Barmě a na Srí Lance. Kameny odtud se používají ve šperkařství jako drahokam "měsíční kámen" (nejde samozřejmě o horninu z Měsíce). Jak název měsíční kámen, tak název adular souvisejí s typickým světelným jevem, adularizací – pod určitými úhly dopadající světlo vytváří nažloutlé či namodralé mléčné odlesky. To je dáno rozhraními v mikrostruktuře materiálu. Při vzniku minerálu za teplot přes 600 °C se mohou vytvářet tuhé roztoky s libovolnou kombinací koncentrací kationtů K+, Na+ a Ca2+. Pokud však tato kombinace spadá do tzv. zakázané oblasti (viz diagram), vysrážejí se při ochlazení minerály s nejbližším povoleným složením. Na rozhraních takových mikroútvarů se pak láme a odráží světlo. Podobný efekt vykazuje i labradorit, další ze skupiny živců.